# Ivano-Frankivsk oblast
Ivano-Frankivsk oblast är ett oblast (provins) i västra Ukraina. Huvudort är Ivano-Frankivsk (ukrainska: Івано-Франківськ). Andra större städer i provinsen är Kalusj (Калуш) och Kolomyja (Коломия). 

## Historia
Oblastet tillhör det historiska området Galizien. Det var efter Polens delning 1772 och fram till 1918 ett kronland i Österrike-Ungern.
Efter första världskriget tillföll området Polen och ingick då Stanisławóws vojvodskap 1920–1939. Under Polsk-sovjetiska kriget 1939 införlivades området med Ukrainska SSR, och området drabbades hårt av den tyska invasionen 1941–1945. Efter Sovjetunionens seger över Tyskland i andra världskriget bekräftade Teherankonferensen införlivandet av området med Ukrainska SSR, varefter den resterade polska befolkningen fördrevs. Efter Ukrainas självständighet från Sovjetunionen behöll den nya staten oblastet.
Provinsen och huvudorten är sedan ett namnbyte 1962 båda uppkallade efter den ukrainska författaren Ivan Franko.